# مد هتر
مَد هَتر (به انگلیسی: Mad Hatter) یا جنون‌کلاه با نام اصلی دکتر جرویس تچ یک شخصیت خیالی ابرشرور در کتاب‌های کامیک آمریکایی منتشر شده توسط دی‌سی کامیکس است که عموماً به عنوان دشمن شخصیت ابرقهرمان بتمن محسوب می‌شود. این شخصیت توسط بیل فینگر و لو شوارتز خلق شده‌است و برای اولین بار در شمارهٔ ۴۹ از مجموعه کمیک بتمن (اکتبر - نوامبر ۱۹۴۸) حضور پیدا کرد. جنون‌کلاه در اصل از شخصیت کلاهدوز دیوانه، در رمان آلیس در سرزمین عجایب، به قلم لوئیس کارول الگو برداری شده است.
جنون‌کلاه به عنوان دانشمند دیوانه‌ای تصویر می‌شود که مخترع دستگاه‌های کنترل ذهن با هدف نفوذ و دستکاری ذهن قربانیان خود است. او فردی کوتاه قد است و در صورت ایستاده معادل ۱۲۲ سانتی‌متر قد و ۶۷ کیلوگرم وزن دارد. او همچنین برای داشتن کلاه سبز رنگش شناخته شده است که معمولاً اندازه آن کمی بزرگ است و از آن برای نگهداری دستگاه‌های شستشوی مغزی خود استفاده می‌کند.

## بازیگران
- ۱۹۶۶-دیوید وین
- ۲۰۱۴-بندیکت ساموئل